# Lákkoi
Pour la ville de Léros, voir Lakki (Leros).

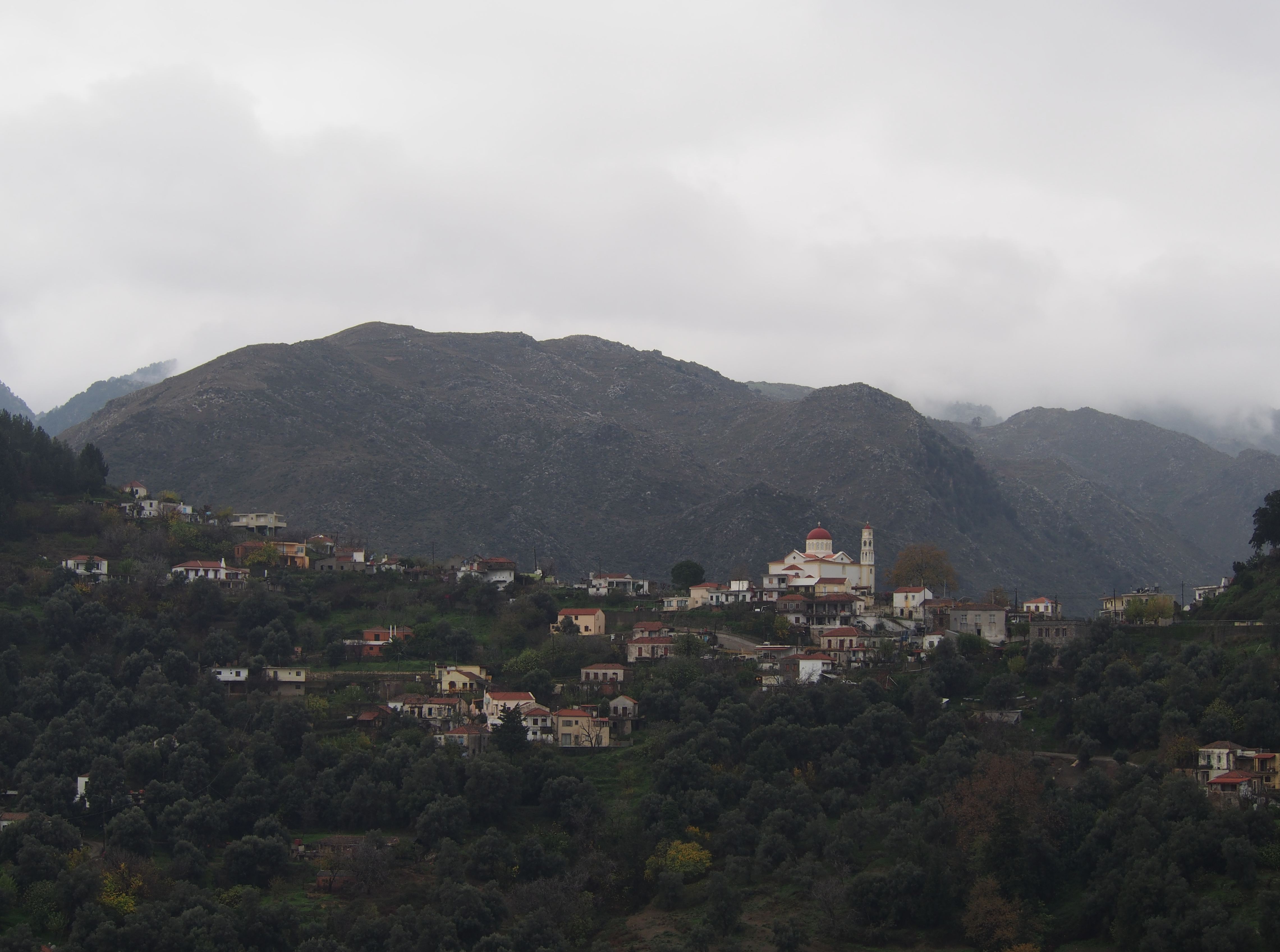
Lakkoi, vue de nord

Lákkoi ou Lakki (grec moderne : Λάκκοι) est une ville de l'ouest de la Crète, en Grèce. Elle se situe dans le nome de La Canée et compte 356 habitants. C'est une des dernières communes sur la route du plateau d’Omalós.

## Personnalité liée à Lákkoi
- Emmanouíl Mántakas, général et chef de la résistance en Crète.